# Dusičnan kobaltnatý
Dusičnan kobaltnatý je anorganická sloučenina s chemickým vzorcem Co(NO3)2. Je to sůl kyseliny dusičné a kobaltu. Jeho nejběžnější formou je hexahydrát Co(NO3)2·6H2O, což je červeno-hnědá sůl rozpustná ve vodě a jiných nepolárních rozpouštědlech.

## Složení a struktura
Existuje několik hydrátů dusičnanu kobaltnatého. Tyto hydráty mají vzorec Co(NO3)2·nH2O kde n může být 0, 2, 4, 6.
| Co(NO3)2 | Co(NO3)2·2H2O | Co(NO3)2·4H2O | Co(NO3)2·6H2O |

## Využití
Dusičnan kobaltnatý je obvykle redukován na kovový kobalt o vysoké čistotě. Může být absorbován na různých nosičích katalyzátoru pro použití při Fischer-Tropschově katalýze. Používá se při přípravě barviv a inkoustů.

## Výroba
Hexahydrát se připravuje působením kyseliny dusičné na kovový kobalt nebo jeho oxidy, hydroxidy, či uhličitany:
Co + 4 HNO3 + 4 H2O → [Co(H2O)6](NO3)2 + 2 NO2
CoO + 2 HNO3 + 5 H2O → [Co(H2O)6](NO3)2
CoCO3 + 2 HNO3 + 5 H2O → [Co(H2O)6](NO3)2 + CO2